# Hroznětice
Hroznětice (německy Hrosnietitz) je malá vesnice, část obce Hořice v okrese Pelhřimov. Nachází se asi 2,5 km na jihovýchod od Hořic. V roce 2009 zde bylo evidováno 21 adres. V roce 2001 zde trvale žilo 23 obyvatel. V údolí jihovýchodně od Hroznětic protéká Martinický potok, který je levostranným přítokem řeky Želivky.
Hroznětice je také název katastrálního území o rozloze 2,93 km². V katastrálním území Hroznětice leží i Děkančice.

## Historie
První písemná zmínka o obci pochází z roku 1367.

## Pamětihodnosti
- Vojslavický most